# 克诺赫·维克托
克诺赫·维克托（匈牙利語：Knoch Viktor，1989年12月12日—），匈牙利男子短道速滑运动员。他曾代表匈牙利参加2006年、2010年、2014年和2018年冬季奥林匹克运动会短道速滑比赛，获得一枚金牌。